# Jacques-Antoine de Révérony Saint-Cyr
Il barone Jacques-Antoine de Révérony Saint-Cyr (Lione, 5 maggio 1767 – Parigi, 19 marzo 1829) è stato un militare, scrittore e librettista francese.

## Biografia
Nato da una delle famiglie italiane che si erano trasferite in Francia, nel XV secolo, al seguito di Caterina de' Medici, de Révérony Saint-Cyr affermò che i suoi antenati avevano introdotto a Parigi la produzione di tessuti che ancora oggi vengono indicati con il nome di Firenze. Entrò nel genio militare all'età di quindici anni, e venne nominato capitano di prima classe presso il corpo reale del genio, all'inizio della Rivoluzione, attività che svolse più con rassegnazione che con zelo.
Il conte di Maibonne, che aveva conosciuto a Besançon e che nel 1792 era divenuto ministro della guerra, lo nominò uno dei suoi assistenti e lo incaricò di scrivere la maggior parte delle istruzioni che dovevano essere inviate ai generali, tra cui Rochambeau e Lafayette. Quando il ministero passò nelle mani di Dumouriez, de Révérony Saint-Cyr ebbe dei problemi che terminarono soltanto con la partenza del generale. Molto zelante verso il potere costituzionale di Luigi XVI, stilò un piano di difesa per il Palazzo delle Tuileries (5 agosto) ma il piano non venne attuato in quanto era stato consegnato al generale Vittinghoff, comandante di Parigi, che si dimise pochi giorni prima del 10 agosto 1792, a causa della sua età avanzata. Invano quel giorno Révéroni di Saint Cyr si presentò al castello per ricevere ordini dal generale Boissieu che aveva sostituito Vittinghoff.
Dopo aver scampato notevoli pericoli e i massacri di settembre, decise di rimanere nascosto per oltre un mese. Dopo aver ripreso servizio, nel 1793, venne inviato nei pressi di Le Havre dove eseguì dei nuovi forni di ancoraggio di sua invenzione. Si trasferì poi all'Armata del Nord dove realizzò delle fortificazioni a Menin, lavoro iniziato dagli alleati. Richiamato a Parigi, fu nominato professore di fortificazioni, vice dei generali d’Arçon e Campredon, durante la fondazione dell'École polytechnique, quale membro delle fortificazioni e poi capo divisione presso il ministero della Guerra sotto il Maresciallo Berthier, che lo nominò uno dei suoi aiutanti di campo. Infine fu vice direttore del genio, responsabile delle caserme della capitale.
Durante l'Insurrezione del 13 vendemmiaio anno IV de Révérony Saint-Cyr aveva combattuto con Napoleone Bonaparte contro i parigini. Il generale cercò poi di portarlo con sé nella campagna d'Egitto, ma Révéroni rifiutò a causa di una disabilità che gli impediva di montare a cavallo: ciò spiega la mancanza di successo che ebbe in seguito, anche se è stato senza dubbio uno degli ufficiali più anziani e colti dell'esercito, come testimoniano alcune memorie da lui presentate sul servizio militare alla Guerra d'indipendenza spagnola e alla campagna di Russia.
Ritiratosi nel 1814, quando era tenente colonnello del genio, non aveva altra occupazione se non l'opera di letterato che non aveva mai tralasciato, anche nel momento della massima attività delle sue funzioni. Si dedicò così fortemente ad essa che le sue facoltà mentali rimasero scosse, e dopo vari attacchi di apoplessia rimase in uno stato di alienazione che andò aumentando fino alla morte. La sua follia lo portò ad essere internato in una casa di cura, dove morì.
Le sue spoglie furono trasportate al cimitero dell'Est, dove il suo amico Emmanuel Dupaty pronunciò l'elogio funebre. De Révérony Saint-Cyr aveva sposato, nel 1792, una delle figlie del naturalista Poivre, morta nel 1814. Creato barone e ufficiale della Légion d'honneur da Napoleone, cavaliere di Saint-Louis da Luigi XVIII, venne decorato dell'Ordre du Mérite militaire de Bavière. Divenuto principe di Neufchâtel e di Wagram, Berthier lo aveva nominato suo ciambellano. Fece parte della Société des sciences et arts de Paris, e dell'Académie de Lyon e di altre società scientifiche ed accademiche.
Le sue opere sono rappresentate da commedie, romanzi, libretti d'opera e opere scientifiche. In letteratura è noto soprattutto per il romanzo Pauliska, ou La Perversité moderne, o La Perversité moderne, mémoires récents d'une Polonaise.

## Teatro
- Le Club de sans-souci, ou les Deux Pupilles, commedia in un atto in versi sciolti, 1793
- Helena, ou les Miquelets, opera in due atti, Paris, 1795
- Élisa, ou le Voyage au mont Saint-Bernard, opera in due atti, 1795
- L'Hospice de village, opera in due atti, 1797
- Le Délire, ou les Suites d'une erreur, opéra-comique in un atto, 1800
- La Rencontre aux bains, vaudeville in un atto
- Sophie Pierrefeu, ou le Désastre de Messine, commedia storica in due atti, 1804 (non rappresentata)
- Le Vaisseau amiral, ou Forbin et Delville, opera in un atto, 1805
- Lina ou le Mystère, dramma lirico in tre atti e un prologo, musica di Nicolas Dalayrac, messo in scena all'Opéra-Comique (théâtre Feydeau), l'8 ottobre 1807
- Cagliostro, ou les Illuminés, opéra-comique in tre atti, 1810
- Les Ménestrels, ou la Tour d'Amboise, opera in tre atti, 1811
- Christine, reine de Suède, tragedia in tre atti, 1816 (non rappresentata).
- Déjanire, ou la Mort d'Hercule, grand opéra in un atto, 1816 (non rappresentata).
- Pline, ou l'Héroïsme des arts et de l'amitié, opera in un atto, 1816 (non rappresentata).
- Mademoiselle de Lespinasse, commedia in un atto in versi, 1817 (non rappresentata).
- Les Partis, ou le Cornérage universel, commedia in tre atti in versi, 1817 (non rappresentata).
- Le Siège de Rhodes, opera in tre atti, 1817 (non rappresentata).
- Le Sybarite, commedia in tre atti in versi, 1817 (non rappresentata).
- La Comtesse de la Marck, commedia storica in tre atti, 1818 (con Dartois).
- Vauban à Charleroi, commedia storica in tre atti in versi, 1827 (con Vial)

## Romanzi
- Sabina d'Herfeld, ou les Dangers de l'imagination, Paris, 1797, 2 vol. in-12; 4e édition, 1814], 2 vol. in-12.
- Pauliska, ou La Perversité moderne, mémoires récents d'une Polonaise, 1798, 2 vol. in-12.
- Nos Folies, ou Mémoires d'un Musulman connu à Paris, 1799, 2 vol. in-12.
- La Princesse de Nevers, ou Mémoires du sire de la Touraille, 1813; 2 vol. in-12; 2° edit., 1823, 2 vol. in-12.
- L'Officier russe à Paris, ou Aventures et réflexions critiques du comte de ***, 1814, 2 vol. in-12.
- Le Torrent des passions, ou les Dangers de la galanterie, 1818, 2 vol. in-12.
- Historiettes galantes et grivoises, suivies des Mœurs du jour, Fables politiques et critiques, 1822, in-12.
- Le Prince Raymond de Bourbon, ou les Passions après les révolutions, suite de la Princesse de Nevers, 1823, 2 vol. in-12.
- Taméha, reine des îles Sandwich, 1825, 2 vol. in-12

## Opere scientifiche
- Inventions militaires et fortifiantes, ou Essais sur des moyens nouveaux offensifs et cachés dans la guerre défensive, Paris, 1795, in-8°, avec 4 pl. ; 2° édition, sous le titre d'Inventions militaires dans la guerre défensive, 1798, in-12.
- Essai sur le perfectionnement des beaux-arts par les sciences exactes, ou Calculs et hypothèses sur la poésie, la peinture et la musique, Paris, 1804, 2 vol. in-8°, avec 4 pl.
- Essai sur le mécanisme de la guerre, 1808, in-8°.
- Examen critique de l'équilibre social européen, ou Abrégé de statistique politique et littéraire, 1820, m-8°, avec planche et tableaux.

Gli viene attribuita un'Ode à S. M. l'empereur Alexandre, non datata. Quasi tutte le sue opere sono state pubblicate senza il nome dell'autore. Ha scritto memorie storiche e si occupava di nuove invenzioni quando fu colpito dalla malattia.